# 君津市立周西中学校
君津市立周西中学校（きみつしりつ すさいちゅうがっこう）は、千葉県君津市坂田にある公立中学校。

## 概要
君津市の市街地に位置する学校であり、2016年5月1日現在の全校生徒数は277人。1学年3学級である。スーサイくんというマスコットキャラクターがいる。

## 関係者

### 出身者
- 綾小路翔 - 歌手[2]
- 与田剛 - 元プロ野球選手、コーチ、監督[3][4]